# Leaping Michaels
Leaping Michaels ("skaczący cue bid Michaelsa") – konwencja brydżowa (odmiana dwukolorówek Michaelsa) opracowana przez amerykańskiego brydżystę Marka Feldmana. W odróżnieniu od dwukolorówek Michaelsa, które są wejściem kolorem przeciwnika na poziomie dwóch, Leaping Michaels to skok w kolorze młodszym na poziom czterech pokazujący dwukolorówkę z zalicytowanym kolorem młodszym i nielicytowanym kolorem starszym, np. po otwarciu przeciwnika 2♥, skok na 4♣ pokazuje dwukolorówkę treflowo-pikową, a skok na 4♦ pokazuje dwukolorówkę karowo-pikową. Należy także pamiętać, że bezpośrednie wejście kolorem przeciwnika (w tym przypadku 3♥) nie jest dwukolorówkami Michaelsa, ale ma inne znaczenie - w tym przypadku jest to pytanie o zatrzymanie.
W zależności od ustaleń w parze Leaping Michaels może być forsujący lub nieforsujący, można go też używać po innych otwarciach (jak na przykład 2♦ Wilkosza, 2♦ Multi, otwarciach zaporowych 3♣/♦).